# Dana Wilson (Komponist)
Dana Richard Wilson (* 4. Februar 1946 in Lakewood, Ohio) ist ein US-amerikanischer Komponist und Musikpädagoge.

## Leben
Dana Wilson kam früh mit Musik in Berührung, wobei er sich als Pianist und Gitarrist eher den Genres Jazz und Rock zuwandte. Da er der Meinung war, dass diese Stilrichtungen für eine ernsthafte Beschäftigung als Komponist nicht geeignet waren, studierte er am Bowdoin College Psychologie. Anschließend meldete er sich zum Militärdienst, den er als Pianist in einer Militärkapelle ableistete, unter anderem in Heidelberg. Danach entschloss sich Wilson doch für eine formale musikalische Ausbildung und studierte Komposition an der University of Connecticut sowie an der Eastman School of Music bei Samuel Adler, wo er 1982 einen PhD erlangte. Wilson war von 1994 bis 2016 Professor für Musiktheorie, Musikgeschichte und Komposition am College von Ithaca, New York.

## Werk
Wilson verwendet in seinen Kompositionen häufig Elemente des Jazz; sein Werk umfasst sowohl ruhige und melodische als auch rhythmisch geprägte Stücke. Viele bedeutende Orchester wie das Eastman Wind Ensemble oder das Tōkyō Kōsei Wind Orchestra haben Stücke von Wilson in Auftrag gegeben oder aufgeführt.

### Blasorchester
- 1988 Piece of Mind
- 1990 Time Cries, Hoping Otherwise für Saxophon
- 1992 Dance of the New World
- 1993 Shakata: Singing the World into Existence / Sang!
- 1997 Konzert für Horn (2001 für Horn und Sinfonieorchester)
- 1998 Last Ride to Solutré
- 1998 Shortcut Home
- 1999 Vortex für Klavier
- 1999 Kah! (Out of Darkness)
- 2002 Leader, Lieder, Konzert für Trompete
- 2005 Liquid Ebony für Klarinette
- 2012 How Very Close für Gesang und Wind Ensemble
- 2013 Konzert für Tuba
- 2015 Konzert für Posaune
- 2017 Banquet... and the poison soup plot

### Kammermusik
- 1986 This Ain't a Straight Sentimental Marvel für acht Hörner, Kontrabass und Drum Set
- 1989 Escape to the Center für Saxophonquartett
- 1993 Io Rising für Blechbläserquintett
- 1994 Mirrors für Holzbläserquintett
- 1995 Deep Remembering für Horn und Klavier
- 1997 Dancing with the Devil für Flöte, Klarinette, Violine, Violoncello, Klavier und Perkussion
- 1997 Pu Em Remu… (From the Tears) für Flöte und Perkussion
- 1998 I Remember… für Solotrompete
- 1999 All Our Yesterdays für Flöte, Klarinette, Horn, Violine, Violoncello, Klavier und Perkussion
- 2001 Masks für Trompete und Klavier
- 2002 Mandala für Oboe und Klavier
- 2003 Musings für Horn und Klavier
- 2005 Graham’s Crackers für Solohorn
- 2007 Shallow Streams, Deep Rivers für Horn, Violine (oder Flöte) und Klavier
- 2009 Antico für Hornquartett
- 2014 A Thousand Whirling Dreams für Klarinette, Viola und Klavier

### Veröffentlichungen
- mit Arthur C. Ostrander: Contemporary Choral Arranging. Prentice-Hall, Englewood Cliffs 1986, ISBN 978-0-13-169756-0.

## Auszeichnungen
1987 erhielt Wilson für sein Stück Piece of Mind den Sudler Wind Band Composition Competition Prize (und damit die Medal of Honor) der John Philip Sousa Foundation, 1988 den Sousa/ABA/Ostwald Award der American Bandmasters Association. Er gewann zwei erste Preise des Kompositionswettbewerbs der International Trumpet Guild: 1998 für I Remember… und 2001 für Masks.

## Aufnahmen (Auswahl)
- Deep Remembering (2001, Summit Records DCD 298), Gail Williams (Horn), Mary Ann Covert (Klavier).
- Classic Structures (2010, Equilibrium EQ 97), Adam Unsworth (Horn), Nancy Ambrose King (Oboe), The University Of Michigan Symphony Band, Michael Haithcock (Dirigent).
- Ports of Call (2011, Altissimo! Records), The United States Navy Band, John R. Pastin (Dirigent).
- American Tribute (2014, Ongaku Records 024-125), Jonathan Cohler (Klarinette), Rasa Vitkauskaite (Klavier).
- Danzante (2014, Summit Records DCD 459), James Thompson (Trompete), Eastman Wind Ensemble, Mark Scatterday (Dirigent).
- American Voices: music for clarinet, viola and piano (2016, MSR Classics MS 1541), The Waldland Ensemble.
- Transformations (2016, Bridge BRIDGE 9471), Aaron Tindall (Tuba), Ithaca College Wind Ensemble, Stephen Peterson (Dirigent).
- Color + Light (2017, Mark Masters MCD 51498), Lucas Borges (Posaune), Ohio University Wind Symphony, Andrew Trachsel (Dirigent).
- Vortex: Music of Dana Wilson (Mark Custom Records MCD 4327), Ithaca College Wind Ensemble, Stephen Peterson (Dirigent).